# Frank Octavius Mancuso
Pour les articles homonymes, voir Frank Mancuso (homonymie).
Frank Octavius Mancuso (né le 23 mai 1918 à Houston, Texas, décédé le 4 août 2007 à Pasadena, Texas) était un joueur américain de baseball qui a évolué dans la Ligue majeure de baseball de 1944 à 1947. Il est devenu un homme politique après sa carrière sportive en entrant au conseil municipal de la ville de Houston (1963-1993).

## Carrière
Frank Mancuso commence sa carrière professionnelle de joueur de baseball dans les ligues mineures en 1937. Il réalise une moyenne au bâton de 0,417 pour l'équipe de Fort Smith en 1938 et est promu dans l'effectif des New York Giants en 1939 comme troisième receveur. Il se contente de rester sur le banc. Après cette année frustrante, il est renvoyé dans les ligues mineures. Mancuso tape alors à plus de 0,300 de moyenne trois saisons consécutives avant de rejoindre l'armée. Là, il est victime d'un grave accident lors d'un saut en parachute en 1943 et semble perdu pour le baseball. Il ne retrouve d'ailleurs jamais vraiment sa mobilité complète, et n'est pas chargé des balles en chandelles quand il retrouve les terrains.
Il rejoint les Saint-Louis Browns en 1944 et est l'un des deux receveurs de l'équipe qui remporte le fanion de la ligue américaine. Lors de la Série mondiale 1944, perdues par les Browns, Mancuso passe trois fois à la batte et réussit deux coups surs, collectant un point produit. Il porte les couleurs des Browns les deux saisons suivantes puis signe pour la saison 1947 chez les Washington Senators. Il quitte ensuite les ligues majeures, trop exigeantes pour son corps affaibli par les séquelles de son accident, et joue de 1948 à 1965 dans des ligues mineures. Il joua même deux saisons hivernales en 1950-51 et 1951-52 en ligue du Venezuela. Lors de sa première saison vénézuélienne, il frappe avec une moyenne de 0,407 avec 49 points produits et devient le premier joueur de cette ligue à frapper 10 coups de circuit dans un championnat comprenant 42 journées.

## Statistiques en carrière
| Statistiques de frappeur |           |           |     |      |    |     |    |    |    |     |    |    |     |     |       |       |       |
|                          |           |           | G   | AB   | R  | H   | 2B | 3B | HR | RBI | SB | CS | BB  | SO  | BA    | OBP   | SLG   |
| Totaux                   | 4 saisons | 4 saisons | 337 | 1002 | 85 | 241 | 37 | 7  | 5  | 98  | 2  | 2  | 101 | 118 | 0,241 | 0,314 | 0,306 |